# Радужница-водолаз
Радужница-водолаз (Macroplea appendiculata) — вид жуков-листоедов из подсемейства радужниц. Распространён в Северной и центральной Европе, Сибири, Алтае, Саянах, Казахстане, Монголии, на Дальнем Востоке России и в Синьцзян-Уйгурском автономном районе (Китай).

## Описание
Имаго длиной 5,5—8,5 мм. Переднеспинка и надкрылья жёлтые. На голове и щитке имеются красно-жёлтые волоски. Данный вид имеет следующие характерные признаки:
- переднеспинка почти квадратной формы;
- шип на вершинах надкрылий длинный, тонкий;
- точки в бороздках и часто выпуклые междурядья на надкрыльях чёрные;
- первый сегмент задних лапок намного короче второго.

## Экология
Обитают возле рек и озёр, но могут встречаться и под водой. Кормовыми растениями являются рдест, осока, Myriophyllum spicatum, Ranunculus divaricatus.